# Прайд прапор
Прапор гордості (також прайд-прапор, англ. pride flag) — будь-який прапор, який представляє сегмент або частину ЛГБТ+-спільноти. Гордість, в даному випадку поняття гей-прайду, визнання і видимості. Терміни «ЛГБТ прапор» та «квір-прапор» часто використовуються як взаємозамінні.

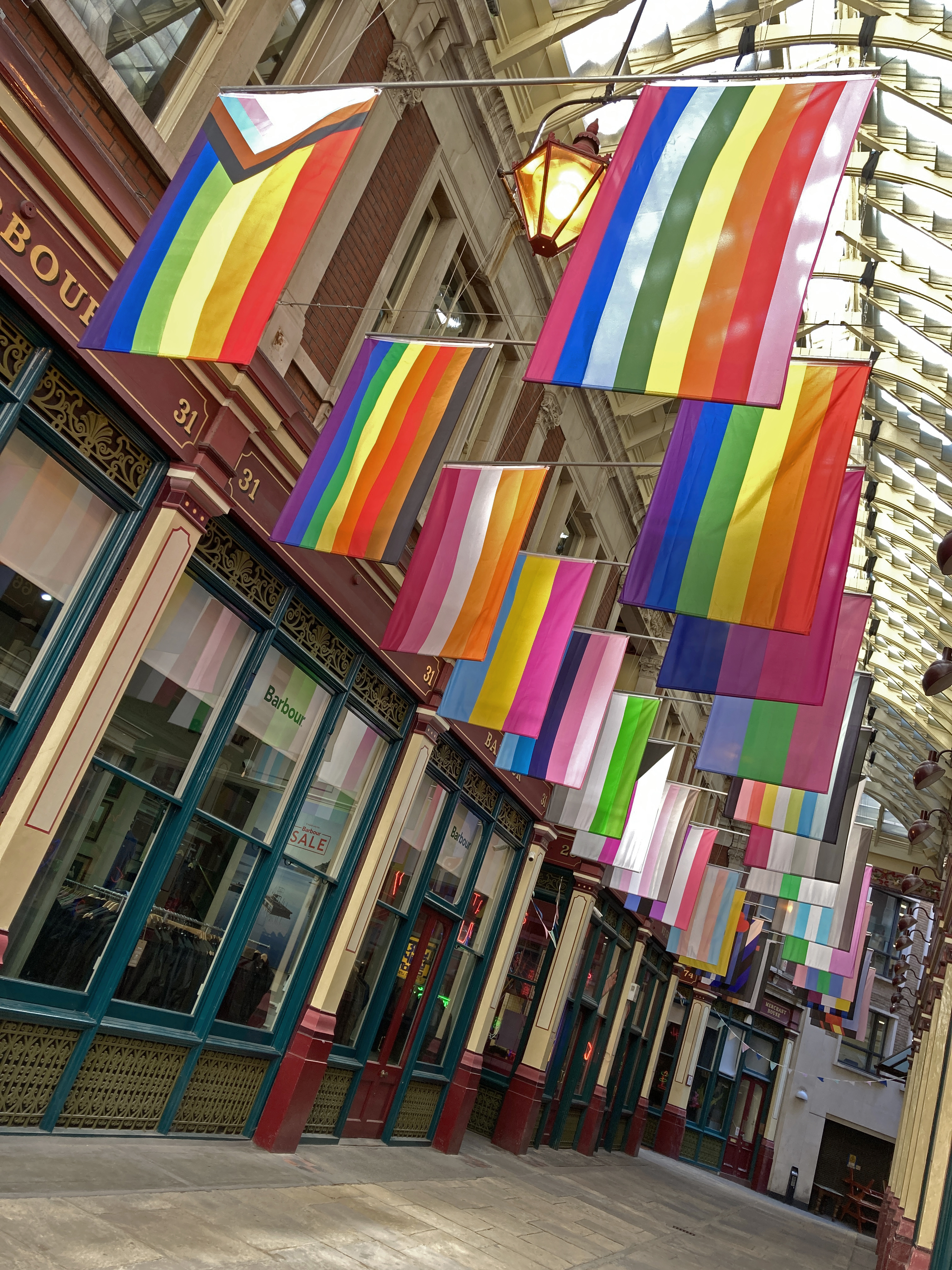
Колекція прайд-прапорів, що висять у Лондоні, Leadenhall Market

Веселковий прапор є найпоширенішим прапором та символом ЛГБТ+ в цілому. Існують похідні від веселкового прапора, які використовуються для того, щоб привернути увагу до певних груп всередині спільноти (наприклад, латекс субкультура). Існують також деякі прапори гордості, які не пов'язані виключно з питаннями ЛГБТ+, наприклад, прапор поліаморії.

## Взагалом

### Веселковий прапор
Гілберт Бейкер розробив веселковий прапор для святкування Гей-прайду у Сан-Франциско в 1978 році. Прапор був розроблений як «символ надії» та звільнення, а також як альтернатива символізму рожевого трикутника. На прапорі зображені не справжні кольори веселки, скоріше, кольори відображаються у вигляді горизонтальних смуг, з червоним вгорі та фіолетовим внизу. Це представляє різноманітність геїв та лесбійок у всьому світі. В оригінальній восьмикольоровій версії рожевий колір значив сексуальність, червоний — життя, помаранчевий — зцілення, жовтий — сонце, зелений — природу, бірюзовий — мистецтво, індиго (синій) — гармонію, а фіолетовий — дух. Копія оригінального восьмикольорового прапора розміром 20 на 30 футів була виготовлена Бейкером у 2000 році і встановлена в районі Кастро, Сан-Франциско. Існує багато варіацій веселкового прапора, в тому числі такі, що включають в себе інші ЛГБТ-символи, як трикутник і лямбда.

Оригінальна восьмисмугова версія, розроблена Гілбертом Бейкером (1978)
Семисмуговий варіант гарячо-рожевий колір прибрано через брак тканини (1978—1979 рр.)
Шестисмуговий варіант, бірюзовий колір було прибрано та змінено індиго на королівський синій (1979 — по теперішній час)

### Аромантичність

Прапор аромантичності

Аромантичний прайд-прапор складається з п'яти горизонтальних смуг, які зверху вниз мають кольори: зелений, салатовий, білий, сірий та чорний. У такому порядку смуги уособлюють аромантичність, аромантичний спектр, естетичну привабливість, сіро-аромантичних та деміромантичних людей, а також спектр сексуальності.

### Асексуальність

Прапор асексуальності

Асексуальний прайд-прапор складається з чотирьох горизонтальних смуг: чорної, сірої, білої та фіолетової зверху вниз. Прапор був створений Asexual Visibility and Education Network standup у серпні 2010 року, як частина зусиль спільноти по створенню та вибору прапора. Чорна смуга представляє асексуальність, сіра смуга представляє сірих асексуалів та демісексуалів, біла смуга представляє союзників а фіолетова смуга представляє спільноту.

### Ведмеді

Прапор ведмедів

Ведмідь — ласкавий сленговий термін для позначення тих, хто належить до спільноти ведмедів, субкультури в гей-спільноті та підгрупи ЛГБТ-спільноти зі своїми власними івентами, правилами та культурно-специфічною ідентичністю.
Ведмеді, як правило, мають волохате тіло та волосся на обличчі, деякі з них мають важку статуру, деякі проєктують образ маскулінності робітничого класу у своєму догляді та зовнішньому вигляді, хоча жоден з цих аспектів не є вимогою або унікальним показником. Концепція ведмедя може функціонувати як ідентичність, приналежність та ідеал, до якого слід прагнути. У ведмежих спільнотах тривають дебати про те, що таке ведмідь. Деякі стверджують, що самоідентифікація себе як ведмедя є єдиною вимогою, тоді як інші стверджують, що ведмеді повинні мати певні фізичні характеристики, такі як волохаті груди та лице, велике тіло або певний стиль одягу та поведінки.
Ведмеді є як геями так і бісексуалами, трансгендерні чоловіки також усе частіше включаються в ведмежі спільноти. Ведмежа спільнота поширилася по всьому світу, з ведмежими клубами в багатьох країнах. Ведмежі клуби часто служать соціальними та сексуальними мережами для старших, волохатіших, іноді важчих геїв та бісексуальних чоловіків, а члени часто роблять внесок у свої місцеві гей-спільноти шляхом збору коштів та інших заходів. Ведмежі заходи є поширеним явищем у гей-спільнотах з високим відсотком геїв.
Прапор Міжнародного Ведмежого Братства (англ. International Bear Brotherhood Flag) був розроблений в 1995 році Крейгом Бірнсом.

### Транссексуальність

Прапор транссексуальності

Трансгендерний прайд-прапор був розроблений трансгендерною жінкою Монікою Хелмс у 1999 році. Вперше він був показаний на прайді у Фініксі, США, у 2000 р. Та 19 листопада 2012 р. він був піднятий з великого громадського флагштока в районі Кастро, Сан-Франциско на честь Дня пам'яті трансгендерів (англ. Transgender Day of Remembrance). Прапор представляє трансгендерну спільноту і складається з п'яти горизонтальних смуг: двох блакитних, двох рожевих і однієї білої смуги в центрі. Хелмс описала значення прапора наступним чином:
Смужки вгорі та внизу світло-блакитні, традиційного чоловічого кольору. Смужки поруч із ними рожеві, традиційного жіночого кольору. Біла смуга позначає небінарних людей, які не мають статі. Візерунок такий, що незалежно від того, в який бік ви його розгорнете, він завжди буде правильним, що означає, що ми знаходимо правильність у нашому житті.
Філадельфія стала першим окружним урядом у Сполучених Штатах, який підняв прапор транссексуалів у 2015 році. Він був піднятий у мерії на честь 14-ї щорічної конференції з питань охорони здоров'я трансперсон у Філадельфії і залишався поруч із прапорами США та міста Філадельфія протягом усього часу. Тодішній міський голова Майкл Наттер виголосив промову на честь прийняття транс-спільноти у Філадельфії.

### Інтерсексуальність

Прапор інтерсексуальності

Інтерсекс прайд прапор був створений Морганом Карпентером з Інтерсекс-правозахисної організації Австралії в липні 2013 року з метою створити прапор, «який не є похідним, але все ж таки має міцне підґрунтя у значенні». Організація описує коло як «безперервне і не прикрашене, що символізує цілісність і завершеність, а також наші потенційні можливості. Ми все ще боремося за тілесну автономію і генітальну цілісність, і це символізує право бути тим, ким і як ми хочемо бути».

### Небінарність

Прапор небінарності

Небінарний прайд-прапор був створений у 2014 році активістом Каєм Роуеном. Кожен колір смуг представляє різні типи небінарної ідентичності: жовтий — для людей, які ідентифікують себе поза гендерною бінарністю, білий — для небінарних людей з декількома гендерами, фіолетовий — для тих, хто має суміш чоловічого та жіночого гендерів, і чорний — для агендерних осіб.
Під небінарною парасолькою знаходяться всі ті люди, які ідентифікують себе поза гендерною бінарною системою. У цій категорії існує багато різних ідентичностей, включаючи андрогінію, гендерну квір-ідентичність (яка включає в себе, серед іншого, агендерність, кетеросексуальність, гендерну флюїдність, інтерсексуальність), третю гендерну ідентичність та трансгендерність.

### Бісексуальність

Прапор бісексуальності

Представлений 5 грудня 1998 року, бісексуальний прайд-прапор був розроблений активістом Майклом Пейджем (англ. Michael Page) для представлення та підвищення видимості бісексуальних людей в ЛГБТ+-спільноті та суспільстві в цілому. Пейдж обрав поєднання кольорів Pantone Matching System (PMS): пурпурного (рожевого), лавандового (фіолетового) та королівського (синього). Готовий прямокутний прапор складається з широкої рожевої смуги вгорі, широкої смуги синього кольору внизу та вузької фіолетової смуги в центрі.
Ось як Пейдж описав значення кольорів: «Рожевий колір представляє сексуальний потяг лише до однієї статі (геї та лесбійки), синій представляє сексуальний потяг лише до протилежної статі (гетеро), а фіолетовий колір, що виникає в результаті перекриття, представляє сексуальний потяг до обох статей (бі)». Він також описав значення прапора в більш глибоких термінах, заявивши: «Ключ до розуміння символізму бі-прайд прапора полягає в тому, що фіолетовий колір непомітно зливається як з рожевим, так і з блакитним, так само, як і в «реальному світі», де бі-люди непомітно зливаються як з геями/лесбійками, так і з гетеросексуалами».
Символ трикутника, що накладається на синій та рожевий кольори, представляє бісексуальність та бісексуальну гордість. Походження символу, який іноді жартівливо називають «біангл», здебільшого невідоме, однак деякі постулати описують кольори як «рожевий представляє потяг до жінок, а синій — до чоловіків, або рожевий представляє гомосексуальність, синій — гетеросексуальність, а фіолетовий — бісексуальність».

### Пансексуальність

Прапор пансексуальності

Пансексуальний прайд-прапор був представлений у жовтні 2010 року в блозі Tumblr (Прапор пансексуальної гордості). Він має три горизонтальні смуги, рожевого, жовтого та синього кольорів. «Рожевий символізує потяг до жінок, синій — до чоловіків, а жовтий — до всіх інших», наприклад, небінарних, аґендерних, біґендерний або ґендерфлюїдних людей.

### Лесбійство
Єдиного дизайну лесбійського прайд-прапора немає, через те що жоден не набув офіційності, проте існує багато популярних.
Прапор лесбійок з лабрисом був створений у 1999 році графічним дизайнером Шоном Кемпбеллом і опублікований у червні 2000 року у виданні «Gay and Lesbian Times» в Палм-Спрінгс. Дизайн включає в себе лабрис, тип двоголової сокири, накладений на чорний трикутник, спрямований вниз, встановлений на фіолетовому тлі. Серед його функцій, лабрис асоціювався як зброя, яку використовували амазонки.
У 1970-х роках він був прийнятий як символ розширення прав і можливостей феміністичною спільнотою лесбійок. В час Третього Рейху, жінки, які вважалися асоціальними та (або) мали гомосексуальні стосунки, оскільки вони не відповідали нацистському ідеалу жінки, були засуджені до концентраційних таборів і носили значок із чорним трикутником, спрямованим вниз, щоб ідентифікувати їх. Деякі лесбійки повернули цей символ, як геї повернули рожевий трикутник (та багато лесбійок повернули рожевий трикутник, хоча вони не були включені в параграф 175 Кримінального кодексу Німеччини).
Прапор помадних лесбійок був представлений в 2010 році в блозі «This Lesbian Life». Прапор представляє «гомосексуальних жінок, які мають більш жіночне гендерне самовираження». Сім кольорів «рожевого» лесбійського прапора були скопійовані з прапора помадного лесбійства (як наслідок, він був неправильно охарактеризований як інша версія прапора помадного лесбійства). Заслуга модифікації помадного прапора залишається невідомою, однак адаптація лише кольорів привернула до більшого використання як загальний лесбійський прайд-прапор.
Новий лесбійський прапор за зразком семисмугового «рожевого» прапора був представлений на Tumblr у 2018 році, з кольорами темно-помаранчевий представляє «гендерну невідповідність», помаранчевий — «незалежність», світло-помаранчевий — «громаду», білий — «унікальні стосунки з жіночістю», рожевий — «спокій і мир», запилений рожевий — «любов і секс», а темно-рожевий — «жіночність». П'ятисмугова версія незабаром була отримана з кольорів 2018 року. У 2020 році виникла суперечка щодо того, хто насправді представив оранжево-рожевий лесбійський прапор.

Лесбійський прапор з лабрисом, створений у 1999 (не використовується)
Лесбійський прапор 2010 року, кольори скопійовані з прапора помадних лесбійок (не використовується)
Лесбійський прапор 2018 року

## Галерея
Ці прапори представляють різні сексуальні орієнтації, романтичні орієнтації, гендерну ідентичність, субкультури а також ЛГБТ-спільноту в цілому.

Веселковий прапор
ЛГБТ+ прогресивний веселковий прапор
Інтерсексуально-включний інклюзивний ЛГБТ+ прапор
Транссексуальність
Бісексуальність
Бігендерність[26]
Пансексуальність
Небінарність
Лесбійство
Помадне лесбійство[27][28]
Лабріс (феміністичне лесбійство)
Гомосексуальність[29]
Асексуальність
Демісексуальність
Аромантичність[30]
Агендерність
Гендерквір
Гендерфлюідність[31]
Інтерсексуальність
Полісексуальність
Поліаморність[32] (дизайн 1995)
Поліаморність (дизайн 2022)[33]
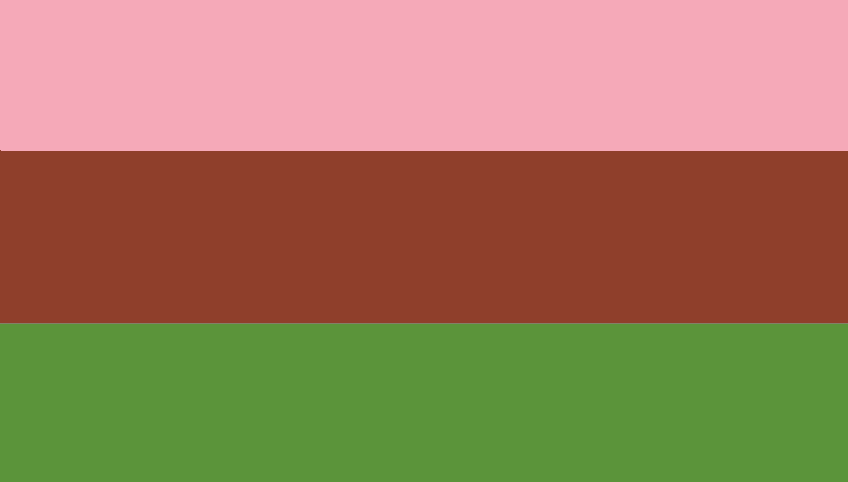
Гінесексуальність
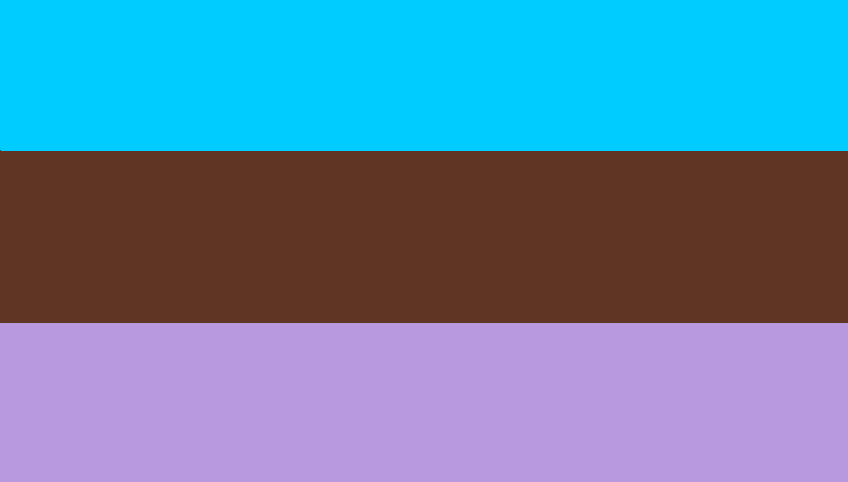
Андросексуальність
Латекс (субкультура)[34]
Ведмеді

### Прапори за місцем розташування

Прайд-прапор України
Ізраїльський веселковий прапор
Веселковий прапор Філадельфії, США
Прайд-прапор ПАР
Канадський веселковий прапор
Рожевий прайд-прапор Великої Британії[35]
Прайд-прапор Іспанії
Прайд-прапор США «Нова слава»